# Musica (Stern)
Musica (Flamsteed-Bezeichnung: 18 Delphini) ist ein etwa 250 Lichtjahre von der Erde entfernter Riese der Spektralklasse G6. Er besitzt eine scheinbare Helligkeit von 5,52 mag. Im Jahre 2008 wurde durch Bun’ei Satō et al. die Entdeckung eines extrasolaren Planeten um diesen Stern publiziert. Dieser trägt die Bezeichnung Arion.

## Name
Der Stern war bis 2015 hauptsächlich unter seiner Flamsteed-Bezeichnung bekannt und besaß keinen historischen Eigennamen. Nach einem öffentlichen Wettbewerb (NameExoWorlds) der Internationalen Astronomischen Union (IAU) zur Namensgebung von Exoplaneten und deren Zentralsternen erhielt 18 Delphini am 15. Dezember 2015 den offiziellen Namen Musica.